# Бояджиева къща (Охрид)
Бояджиевата къща (на македонска литературна норма: Куќа на Бојаџиеви) е възрожденска къща в град Охрид, Северна Македония. Построена в края на XIX век, сградата е рядък пример за запазена възрожденска архитектура в града и е обявена за значимо културно наследство на Република Македония.

## Местоположение
Къщата е разположена във Вароша, на улица „Илинденска“ № 39 (стар адрес „Маршал Жуков“ № 31), северно от църквата „Света Варвара“. На север е залепена за Димзовата къща, която също е паметник на културата.

## Архитектура
Бояджиевата къща е свободно разположена в собствен двор. Изградена е от богат собственик по време на икономическия разцвет на града в XIX век. Състои се от приземие, относително нисък първи етаж и представителен втори етаж. Представлява братска къща с изразена симетрия по вертикалата. Фасадите са богато украсени с характерни еркерни издадености на етажите, подпрени с косници и вути, богато профилирана стреха, хармоничен ритъм на прозорците, дървени обшивки на фасадата и около прозорците. По-представителна е фасадата към улица „Илинденска“, но и южната, която има гледка към езерото също е красиво направена. Приземието е от фугиран камък, а етажите са с дървена паянтова конструкция. Междуетажната и покривната конструкция са дървени, а покритието е с турски керемиди. Подовете са дъсчени.
В интериора забележително е оформлението на представителните гостни стаи – профилирани гипсови тавани, украсени с ъглови елементи и централни розети, богато пластично украсени чичеклъци и огнища, дървена облицовка на стените и профилирани ъглови бордюри, вградени долапи с богати декоративни врати с профилирани обшивки и розети, представителни входни врати.